# Marie Vachková
Marie Vachková (* 1954 Kralovice) je česká germanistka, která působí v Ústavu germánských studií Filozofické fakulty Univerzity Karlovy v Praze jako docentka v oboru současného německého jazyka.

## Životopis
Marie Vachková vystudovala na Filozofické fakultě Univerzity Karlovy v Praze obor němčina – švédština. V roce 1979 úspěšné ukončila studium absolventskou prací na téma Das Verhältnis von Individuum und Gesellschaft in den Romanen "Verdi" und "Die vierzig Tage des Musa Dagh" von Franz Werfel. V roce 1996 obhájila disertační práci na téma Deutsche adjektivische Privativa in konfrontativer Sicht (Am Beispiel der Reihenbildungen auf -arm, -frei, -leer, -los).
Marie Vachková byla žákyní prof. PhDr. Aleny Šimečkové, CSc. V letech 1979–1989 působila jako vyučující na Státní jazykové škole v Praze. V roce 1990 nastoupila na Katedru germanistiky, nederlandistiky a nordistiky na FF UK v Praze jako externí spolupracovnice. V letech 1993–1996 zde působila v oboru německé lingvistiky jako interní asistentka, od roku 1996 jako odborná asistentka. V roce 2011 byla jmenována docentkou německé lingvistiky.

## Profesní zájmy
V centru jejího badatelského zájmu stojí především německá lexikologie, slovotvorba, lexikografie, frazeologie, korpusová lingvistika a kontrastivní stylistika. Profesní zaměření Marie Vachkové je však mnohem širší, zajímá se například o nové trendy v oblasti kognitivního zkoumání jazyka a zabývá se problematikou překladu.
V roce 2000 založila projekt Velkého německo-českého akademického slovníku. Tato slovníková databáze vzniká v Lexikografické sekci Ústavu germánských studií Filozofické fakulty Univerzity Karlovy v Praze. Cílem autorského týmu je propojení teoretického výzkumu s praktickou lexikografickou prací s využitím nejmodernějších lingvistických korpusových metod, které jsou vyvíjeny na Institutu pro německý jazyk v Mannheimu (Institut für deutsche Sprache).
Marie Vachková byla od roku 2011 do roku 2017 předsedkyní Kruhu moderních filologů. Od roku 2017 je členkou hlavního výboru Kruhu moderních filologů.

## Výzkumné granty (výběr)
- Velký německo-český slovník. Vytvoření lexikografického pracoviště a zformování týmu (GAČR 405/00/0055: 2000, 2001, 2002)
- Velký německo-český akademický slovník (GAČR 405/03/ 1452 pokračující 2003, 2004, 2005)
- Velký německo-český akademický slovník (GAČR 405/06/0585)
- Velký německo-český slovník – finalizace substantivní a adjektivní databáze (GAČR 405/09/1280 na období 2009–2011)

## Členství a funkce voborově relevantních organizacích (výběr)
- od r. 1998 vědecká redaktorka AUC Philologica – Germanistica Pragensia
- od r. 1997 členka mezinárodní lexikografické organizace EURALEXU
- od r. 1980 členka Jazykovědného sdružení při ČAV, od r. 2010 místopředsedkyně
- od r. 1999 členka Svazu germanistů ČR
- od r. 2002 členka oborové rady doktorského studijního programu germánské jazyky a literatury; od r. 2014 předsedkyně oborové rady doktorského studijního programu germánské jazyky
- od r. 2004 členka mezinárodní vědecké rady při Institutu pro německý jazyk v Mannheimu (IDS Mannheim)
- 2008–2017 členka redakční rady Deutsche Sprache, IDS Mannheim
- 2011–2017 předsedkyně Kruhu moderních filologů
- od r. 2017 členka hlavního výboru Kruhu moderních filologů

## Publikace (výběr)

### Monografie
- Vachková, M. (2007): Kapitoly k německo-české metalexikografii I.. DeskTop FF UK. Praha. 228 str. ISBN 978-80-7308-199-7
- Vachková, M. (2011): Das große akademische Wörterbuch Deutsch-Tschechisch. Ein erster Werkstattbericht. Peter Lang Frankfurt am Main. 198 str. ISBN 978-3-631-60567-7

### Studie
- Vachková, M. (1997): Wortbildung und bilinguale Lexikographie. Das adjektivische Suffix -haft in kontrastiver Sicht. In: Germanistica Pragensia XIV. Gedenkschrift Eduard Goldstücker. AUC Philologica 2. Praha. Karolinum, 143–150. ISSN 0567-8269
- Vachková, Marie (1998): K předpokladům komunikace filosofického problému z hlediska lexikologie a slovotvorby. In: Filosofický časopis 4/76, 647–657. ISSN 0015-1831
- Vachková, M. (2002): Wortbildung und zweisprachiges Wörterbuch. In: Barz, I./Fix,U./Lerchner, G.: Das Wort im Text und im Wörterbuch. Abhandlungen der Sächsischen Akademie der Wissenschaften zu Leipzig. philologisch-historische Klasse. Band 76. Heft 4. Verlag der Sächsischen Akademie der Wissenschaften zu Leipzig. S. Hirzel Stuttgart/Leipzig, 119–126. ISBN 3-7776-1154-9
- Vachková, M. – Schmidt, M. – Belica, C. (2007): Prager Wanderungen durch die Mannheimer Quadrate. In: Sprachreport. Jg. 23, Sonderheft März 2007. IDS Mannheim, 16–21. ISSN 0178-644X
- Vachková, Marie (2007): Adjektive auf -bar in kontrastiver und korpuslinguistischer Sicht. Eine metalexikographische Betrachtung. Linguistica Pragensia 2/2007, 57–74.ISSN 0862-8432
- Vachková, M./Kommová, J. (2008): Fachwortschätze im allgemeinen Deutsch- Tschechischen Wörterbuch. In: Vachková, Marie (Ed.): Beiträge zur bilingualen Lexikographie, 205-220. ISBN 978-80-7308-217-8
- Vachková, Marie – Marková, Věra – Belica, Cyril (2008): Korpusbasierte Wortschatzarbeit im Rahmen des fortgeschrittenen Germanistikunterrichts. Zielsprache Deutsch. Zeitschrift für Unterrichtsmethodik und Angewandte Sprachwissenschaft. 3/2008, 20–35. ISSN 0341-5864
- Vachková, M./Belica, C. (2009): Self-Organizing Lexical Feature Maps. Semiotic Interpretation and Possible Application in Lexicography. In: IJGLSA 13, 2 [Interdisciplinary Journal for Germanic Linguistics and Semiotic Analysis, Rauch, Irmengard and Seymour, Richard K., (eds.). – Berkeley: IJGLSA/University of California Press], 223–260. ISSN 1087-5557
- Vachková, Marie (2009): Korpusbasierte Betrachtungen im lexikalisch-syntaktischen Bereich. In: Peloušková, Hana/Káňa, Tomáš (Hg.): Deutsch und Tschechisch im Vergleich,7–27. ISBN 978-80-210-5068-6
- Vachková, Marie (2009): Lexikografická synonyma, kookurenční profily a ekvivalentace německých abstrakt. Časopis pro moderní filologii 2/2009, 78–89.0862-8456
- Belica, C. / Keibel, H. / Kupietz, M. / Perkuhn, R. /Vachková, M. (2010): Putting corpora into perspective: Rethinking synchronicity in corpus linguistics. In: Mahlberg, Michaela /González-Díaz, Victorina / Smith, Catherine (Eds.): Proceedings of the 5th Corpus Linguistics Conference (CL 2009), University of Liverpool,July 20–23, 2009. Viz též http://ucrel.lancs.ac.uk/publications/CL2009/342_FullPaper.doc Archivováno 5. 12. 2014 na Wayback Machine.
- Vachková, M. (2010): Zur Erforschung und Erfassung der diskursgebundenen semantischen Kontraste auf der Grundlage des SOM–Modells. In: Tematické číslo Germanistica Pragensia XX. AUC Philologica 2. Praha. Karolinum. 193–208. ISBN 978-80-246-1799-2
- Vachková, Marie (2011): Parallel Corpora and Compilation of a Bilingual Dictionary. In: František Čermák, Aleš Klégr, Patrick Corness (eds.): InterCorp: Exploring a Multilingual Corpus. Nakladatelství Lidové noviny Praha 2010, 235–252. ISBN 978-80-7422-042-5

### Ediční činnost
- Šimečková, A./Vachková, M. (Eds.) (1996): Wortbildung, Theorie und Anwendung. Praha. Karolinum. ISBN 80-7184-230-3
- Vachková, M. (Ed.) (2005): Germanistica Pragensia XVIII., Festschrift Alena Šimečková, AUC Philologica 2. Praha. Karolinum. ISSN 0323-0716 ISBN 80-246-0860-X
- Vachková, M. (2008): Beiträge zur bilingualen Lexikographie. Praha. DeskTop FF UK. ISBN 978-80-7308-217-8

### Učebnice a skripta
- Vachková, M. (2000): Übungen in deutscher Wortbildung für Germanisten. Teil I. Praha. Karolinum. 100 str. ISBN 80-246-0033-1
- Maroszová, J. (unter Mitarbeit von Marie Vachková) (2009): Grundlagen der Syntax. Karolinum, Praha. 136 str. ISBN 978-80-246-1659-9